# Brokig todityrann
Brokig todityrann (Todirostrum pictum) är en fågel i familjen tyranner inom ordningen tättingar.

## Utbredning och systematik
Fågeln förekommer från södra Venezuelas gräns till Guyana och norra Brasilien (öster om Rio Negro). Den behandlas som monotypisk, det vill säga att den inte delas in i några underarter.

## Status
IUCN kategoriserar arten som livskraftig.